# North Carrollton
North Carrollton – miasto w Stanach Zjednoczonych, w stanie Missisipi, w hrabstwie Carroll.